# Provincia del General José Manuel Pando
La provincia del General José Manuel Pando es una provincia de Bolivia que se encuentra en el departamento de La Paz y tiene como capital provincial a Santiago de Machaca. Tiene una superficie de 1.976 km² y una población de 12 092 habitantes (INE 2024). Debe su nombre a José Manuel Pando (1848-1917), político, militar y presidente de Bolivia.

## Historia
La provincia fue creada mediante la ley 849 del 29 de mayo de 1986, durante el gobierno de Víctor Paz Estenssoro, separándose de la provincia de Pacajes.

## Geografía
La provincia es una de las 20 provincias que componen el departamento de La Paz. Tiene una superficie de 1976 km², lo que representa un 1,47 % de la superficie total del departamento. Está ubicada entre los 17°10′ de latitud sur y los 69°20′ de longitud oeste del meridiano de Greenwich, en el punto más occidental de Bolivia. Limita al oeste con la República del Perú, al noreste con la provincia de Ingavi y al sureste con la provincia de Pacajes.

## Municipios
La provincia del General José Manuel Pando está compuesta de 2 municipios, los cuales son:
- Santiago de Machaca
- Catacora

## Demografía
De acuerdo con el censo boliviano de 2024, la población de la provincia de General José Manuel Pando es de 12 092 habitantes.
La población de la provincia ha aumentado más de dos veces y media en las últimas tres décadas:
| Año  | Habitantes | Fuente                  |
| ---- | ---------- | ----------------------- |
| 1992 | 4 577      | Censo boliviano de 1992 |
| 2001 | 6 137      | Censo boliviano de 2001 |
| 2012 | 7 474      | Censo boliviano de 2012 |
| 2024 | 12 092     | Censo boliviano de 2024 |

### Población por municipios
El municipio que más ha crecido porcentualmente en población fue el municipio de Catacora. Su crecimiento hasta 2019 es de 362 % (desde 1992). El crecimiento de Catacora se encuentra por encima del crecimiento promedio de la provincia, del crecimiento promedio del departamento, y del promedio nacional. 
| Población histórica de los municipios de la provincia José Manuel Pando | Población histórica de los municipios de la provincia José Manuel Pando | Población histórica de los municipios de la provincia José Manuel Pando | Población histórica de los municipios de la provincia José Manuel Pando | Población histórica de los municipios de la provincia José Manuel Pando | Población histórica de los municipios de la provincia José Manuel Pando |
| Municipio                                                               | Censo de 1992                                                           | Censo de 2001                                                           | Censo de 2012                                                           | Censo de 2024                                                           | Crecimiento (1992-2024)                                                 |
| ----------------------------------------------------------------------- | ----------------------------------------------------------------------- | ----------------------------------------------------------------------- | ----------------------------------------------------------------------- | ----------------------------------------------------------------------- | ----------------------------------------------------------------------- |
| Santiago de Machaca                                                     | 3 735                                                                   | 4 402                                                                   | 4 593                                                                   | 6 766                                                                   | 81,2 %                                                                  |
| Catacora                                                                | 842                                                                     | 1 735                                                                   | 2 881                                                                   | 5 326                                                                   | 632,5 %                                                                 |
| Provincia José Manuel Pando                                             | 4 577                                                                   | 6 137                                                                   | 7 474                                                                   | 12 092                                                                  | 264,2 %                                                                 |
| Departamento de La Paz                                                  | 1 900 786                                                               | 2 350 466                                                               | 2 719 344                                                               | 3 022 566                                                               | 59,0 %                                                                  |
| Bolivia                                                                 | 6 420 792                                                               | 8 274 325                                                               | 10 059 856                                                              | 11 312 620                                                              | 76,2 %                                                                  |